# Club Daidō (1889-90)
El Club Daidō (大同倶楽部 Daidō Kurabu?,  «Club de Pensadores de Ideas Afines») fue un partido político en Japón que existió efímeramente durante la era Meiji.
Fue fundado por una antigua facción del primer Partido Liberal, y existió brevemente entre el 10 de mayo de 1889 y el 17 de agosto de 1890.
Participó en las primeras elecciones generales de julio de 1890, haciendo un contacto con el líder liberal Itagaki Taisuke y aportó 55 escaños, siendo la facción más grande en recibir votos, pero insuficientes para formar mayoría, así que en agosto del mismo año se unió con los partidos Aikoku Kōtō y Daidō Kyōwakai, junto con grupos locales en lo que sería el Partido Liberal Constitucional (luego renombrado como Partido Liberal) y gobernaría con una coalición con el Rikken Kaishintō.